# Unió Esportiva Camprodon
La U.E.C (Unió Esportiva Camprodon) és el club de futbol de la població de Camprodon fundat a principis de la dècada del 1970. Des del 2010 juga al camp de gespa artificial del Camp de la Vila. El club disposa de primer equip, el filial i els grups de juvenils, cadets, infantils i alevins. En acabar-se la temporada 2009/2010 el primer equip va tenir l'ocasió d'ascendir a Primera Catalana; la temporada 2011/12 es va mantenir al grup 1 de la Segona catalana de futbol.